# Антиблокировочная система

Индикатор АБС

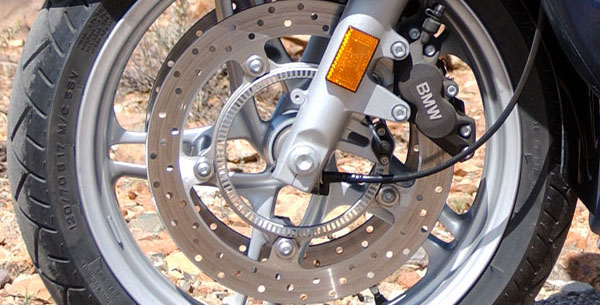
ABS на мотоцикле BMW

Антиблокировочная система (АБС, ABS; нем. Antiblockiersystem, англ. anti-lock braking system) — система, предотвращающая блокировку колёс транспортного средства при торможении. Основное предназначение системы — сохранение устойчивости и управляемости автомобиля (тормозной путь в некоторых случаях может быть больше, чем без системы ABS).
В настоящее время АБС, как правило, является более сложной электронной системой торможения, которая может включать в себя противобуксовочную систему, систему электронного контроля устойчивости, а также систему помощи при экстренном торможении.
АБС устанавливается на легковых и грузовых автомобилях, мотоциклах, прицепах, а также на колёсном шасси самолётов.
Авторы журнала «За рулём» считают, что по состоянию на 2008 год антиблокировочная система ставится на 75 % выпускаемых автомобилей.

## История
Впервые проблема блокировки колёс при торможении выявилась на железнодорожной машине, так как заблокированные колеса оказывают существенно меньшее тормозное действие, а на ободе колеса появляется выработка, снижающая ходовые качества вагона или локомотива. Кроме того, при заблокированных колёсных парах существенно увеличивается вероятность схода с рельсов. Проблема была решена применением автоматических регуляторов тормозных сил, известных сегодня как грузовой авторежим. На электропоездах и трамваях, где служебное торможение электрическое, блокировку колёс предотвращают электрические и электронные системы, автоматически регулирующие ток возбуждения тяговых электродвигателей, работающих при торможении в режиме генератора. Такие системы известны с 1920-х годов.
Также в 1920-е годы появились первые АБС для установки на шасси самолётов. Здесь нужно было решать проблему управляемости самолёта при пробеге по взлётно-посадочной полосе. Первые продукты были созданы французской компанией Avions Voisin— производителем автомобилей и авиатехники.
В те времена на большинстве автомобилей были механические тормоза с тросовым приводом, которые требовали от водителя значительной физической силы, иными словами, приходилось сильно давить на педаль тормоза, вызывая тем самым блокировку колёс, что, в свою очередь, негативно сказывалось на управляемости автомобиля. Позже появились гидравлические тормоза c вакуумным усилителем, но и эта система не решала проблемы блокировки колёс.
В 1936 году Bosch запатентовала технологию предотвращения блокировки колёс при резком торможении. Но на практике реализовать эту идею не удалось из-за отсутствия в те годы цифровой электроники, которая позволила бы за доли секунды реагировать на блокировку колёс. Ситуация изменилась в 1960-е годы с появлением полупроводниковых технологий, которые постепенно дошли и до автомобильной промышленности. Но первые образцы АБС, появившееся в 1971 году на одной из моделей концерна General Motors, оказались даже опасными, поскольку не решали проблемы заклинивания передних ведущих колёс.
Первую по-настоящему работоспособную АБС изобрели немцы. Кроме Bosch, с 1964 года работу над созданием АБС начала компания Teldix GmbH. Её инженер Гейнц Либер разработал фундаментальные основы будущей АБС. Позже он возглавил отдел электрики и электроники концерна Daimler-Benz и в 1970 году Daimler-Benz торжественно объявил о создании первых работоспособных АБС. Система под названием «ABS 2» состояла из электронного контроллера, датчиков скорости, установленных на каждом колесе, и двух или более гидравлических клапанов в тормозном контуре. Система работала от данных о разности скоростей вращения разных колёс: если они вращались с разной скоростью, то контроллер, дозируя тормозное усилие, выравнивал скорость вращения. После этого система давала возможность увеличить тормозное усилие.
Комплексные испытания этой системы выявили один существенный недостаток — ненадёжность электронных компонентов. По предложению Daimler-Benz к проекту были привлечены инженеры Bosch, которые работали независимо от Либера и приобрели огромный опыт в области автомобильной электроники.
Таким образом для работы по созданию серийной антиблокировочной системы объединились удачные идеи Либера и огромный опыт инженеров Bosch в сфере разработки и производства цифровых электронных компонентов. В середине 1970-х годов АБС начали устанавливать опционально (по желанию клиента и за дополнительную плату) на автомобили представительского класса, а с 1978 года штатно на двух немецких автомобилях — Mercedes Benz W116 (S-класс) и BMW 7-й серии, причём стоимость системы в то время составляла примерно 10 % от стоимости всего автомобиля. С июля 2004 года каждый новый автомобиль, продаваемый в странах Евросоюза, должен быть оборудован системой АБС в стандартной комплектации.
В 2020-х годах система АБС начала производиться по лицензии и в России.

## Принцип действия АБС
Как только водитель с большим усилием нажимает на педаль тормоза и продавливает ее "в пол", в процесс управления тормозной системой вмешивается АБС. Датчики считывают скорость вращения колес и давление в тормозной магистрали. Компьютер рассчитывает необходимую скорость замедления вращения для данной ситуации и передает команду модулятору для перекрытия того или иного тормозного контура. При совпадении скорости замедления с расчетной доступ жидкости к тормозному контуру возобновляется. Причем в современных системах ABS такая операция может производиться для каждого контура до 18-20 раз в секунду. Тем самым система не допускает блокировки колес при экстренном и интенсивном торможении и позволяет автомобилю оставаться управляемым.

## Устройство системы
АБС состоит из следующих основных компонентов:
- датчики скорости либо ускорения (замедления), установленные на ступицах колёс транспортного средства;
- управляющие клапаны, которые являются элементами модулятора давления, установленные в магистрали основной тормозной системы;
- блок управления, получающий сигналы от датчиков и управляющий работой клапанов.

Этот процесс повторяется несколько раз (или несколько десятков раз) в секунду, в 2008 году, по мнению экспертов «За рулём», средняя АБС срабатывала 20 раз в секунду.

## Эффективность работы АБС
Главная задача АБС — позволить водителю сохранить контроль над транспортным средством во время экстренного торможения, то есть сохраняется возможность совершения достаточно резких манёвров непосредственно в процессе торможения. Сочетание двух этих факторов делает АБС очень существенным плюсом в обеспечении активной безопасности транспортных средств.
Опытный водитель может эффективно тормозить и без использования АБС, контролируя момент срыва колёс самостоятельно (наиболее часто такой приём торможения используется мотоциклистами) и ослабляя усилие торможения на грани блокировки (торможение при этом получается прерывистым). Эффективность такого торможения может быть сравнима с торможением при использовании одноканальной АБС. Многоканальные системы в любом случае имеют преимущество в том, что они могут контролировать тормозное усилие на каждом отдельном колесе, что даёт не только эффективное замедление, но и стабильность поведения транспортного средства в сложных условиях неравномерного сцепления колёс с поверхностью дороги.
Для неопытного водителя наличие АБС лучше в любом случае, поскольку позволяет экстренно тормозить интуитивно понятным способом, просто прикладывая максимальное усилие к тормозной педали или рукоятке и сохраняя при этом возможность манёвра.
Однако в некоторых условиях работа АБС может привести к увеличению тормозного пути. Например, при использовании автомобильных шин с недостаточным сцеплением с дорогой (например, при езде зимой на летних шинах). Также на рыхлых поверхностях, таких, как глубокий снег, песок или гравий, заблокированные при торможении колёса начинают зарываться в поверхность, что даёт дополнительное замедление. Незаблокированные колёса тормозят в этих условиях существенно медленнее. Для того, чтобы можно было эффективно тормозить в таких условиях, АБС на некоторых моделях автомобилей делают отключаемой. Кроме того, некоторые типы АБС имеют специальный алгоритм торможения для рыхлой поверхности, который приводит к многочисленным кратковременным блокировкам колёс. Такая техника торможения позволяет достичь эффективного замедления без потери управляемости, как при полной блокировке. Тип поверхности может быть установлен водителем вручную или может определяться системой автоматически, путём анализа поведения автомобиля или при помощи специальных датчиков определения дорожного покрытия.

## Система помощи при экстренном торможении
Система помощи при экстренном торможении (СПЭТ) выявляет экстренное торможение, доводит давление в тормозной системе до максимума и удерживает его таким до полной остановки автомобиля. СПЭТ может быть реализована с помощью электронных компонентов или гидравлики. При выявлении экстренного торможения учитываются:
- текущая скорость автомобиля;
- скорость нажатия педали тормоза;
- сила (глубина) выжима педали тормоза;
- расстояние до впереди идущего автомобиля;
- и другие параметры (например, близость светофора).

Исследования показали, что заметная часть водителей в экстренной ситуации либо не нажимает на педаль тормоза полностью, либо в какой-то момент отпускает её. Из-за этого тормозной путь получается больше, чем мог быть при полностью нажатой педали. СПЭТ была разработана для решения этой проблемы.
СПЭТ впервые появилась на потребительском рынке в 1994 году на Audi A6 C4 под названием «Brake assist». Вслед за Audi собственные разработки предложили такие компании, как Volkswagen, Mercedes, Acura, Infiniti, BMW, Citroen, Rolls-Royce, Land Rover и Volvo.
Появление СПЭТ стало возможным только после появления АБС. Поскольку СПЭТ всегда увеличивает тормозную силу до максимальной, в условиях недостаточного сцепления с дорогой возможна блокировка колёс и скольжение автомобиля; АБС предотвращает это.